# Elektrofysiologie

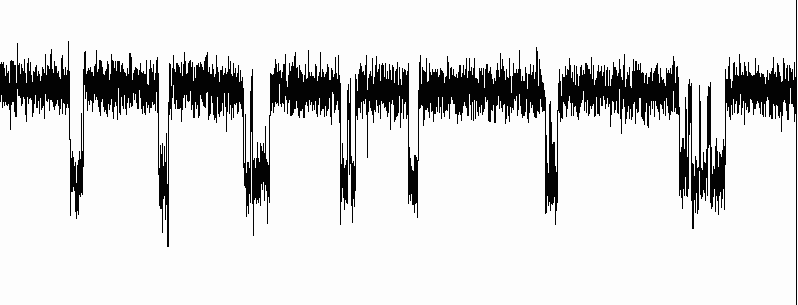
De kleinste schaal: elektrische stroom door een enkel ionkanaal, gemeten met de patch clamp techniek

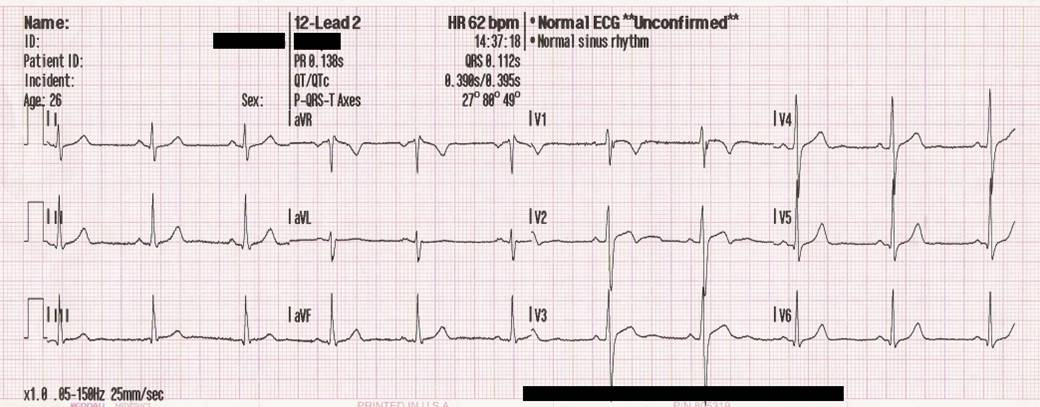
De grotere schaal: 12-kanaals ECG afleiding, zoals cardiologen dat dagelijks gebruiken

Elektrofysiologie is de studie van de elektrische eigenschappen van cellen en weefsels. Elektrofysiologie houdt zich bezig met het meten van veranderingen in de elektrische spanning of de elektrische stroom op zeer uiteenlopende schaal, variërend van een enkel ionkanaal tot grote organen zoals het hart. Elektrofysiologie wordt vooral toegepast binnen de neurofysiologie, de cardiologie en de spierfysiologie. Binnen de neurofysiologie heeft elektrofysiologie specifiek betrekking op het meten van de elektrische activiteit van zenuwcellen en meer in het bijzonder actiepotentialen.

## Achtergrond
Er zijn verschillende soorten biologische cellen die gebruikmaken van elektrische stromen voor communicatie. Zenuwcellen bijvoorbeeld doen dit om snel informatie over grote afstanden te kunnen transporteren, en hartspiercellen om de samentrekking van miljarden hartspiercellen te coördineren. Om dit mogelijk te maken slaan deze cellen kalium-ionen op en werken ze natriumionen juist naar buiten. Ze doen dit met gespecialiseerde moleculen, "ionenpompen" genoemd, waarvan zich er honderdduizenden in het membraan van elke cel bevinden. Verder beschikken deze cellen over ionkanalen die doorlaatbaar zijn voor één enkel type ion. Door korte tijd hun natriumkanalen open te zetten creëren deze cellen een actiepotentiaal, een tijdelijke verandering in het elektrische potentiaalverschil tussen de binnenkant en de buitenkant van de cel. In neuronen en hartspiercellen leidt zo'n actiepotentiaal tot actiepotentialen in naburige cellen. In spiercellen, zowel die van het hart als van andere spieren, leidt de actiepotentiaal tot instroom van calciumionen, die vervolgens voor samentrekking van de cel zorgen.
In neuronen en in het hart zorgt de voortplanting van actiepotentialen voor een reeks van kleine elektrische stroompjes, die samen een meetbaar effect aan het lichaamsoppervlak veroorzaken, zodat een elektro-encefalogram of elektrocardiogram gemeten kan worden.
De elektrofysiologie bestudeert het gedrag van de individuele ionkanalen en ionenpompen, alsmede hun collectieve gedrag in een cel, en het collectieve elektrische gedrag van alle cellen in een orgaan.

## Geschiedenis
In 1780 ontdekte Luigi Galvani dat hij de spieren in een geprepareerde kikkerpoot kon laten samentrekken door deze met metalen instrumenten aan te raken. Hij veronderstelde terecht dat dit langs elektrische weg gebeurde, en dat deze elektriciteit door het lichaam zelf werd opgewekt. Beide veronderstellingen waren juist, maar de tweede kon hij met zijn experimenten niet aantonen. Pas 60 jaar later zouden Leopoldo Nobili, Carlo Matteucci en Emil du Bois-Reymond laten zien dat spieren en zenuwen elektrische spanningsverschillen genereren.
In 1887 lukte het de Engelse fysioloog Augustus Waller om met een capillaire elektrometer het menselijke elektrocardiogram te meten. Dit instrument was echter te traag om de snelle potentiaalwisselingen goed in beeld te brengen. Willem Einthoven ging op zoek naar een beter instrument en ontwikkelde de snaargalvanometer. Met dit instrument werden nauwkeurige verbanden gelegd tussen hartziekten en veranderingen in het elektrocardiogram.
In 1952 en 1953 publiceerden Alan Lloyd Hodgkin en Andrew Huxley een serie artikelen waarin ze aantoonden dat de actiepotentiaal van een zenuwcel verklaard kon worden uit de eigenschappen van de natrium- en kaliumkanalen, nadat ze die eigenschappen nauwkeurig hadden gemeten door er een elektrische spanning aan op te leggen en deze in stapjes te variëren. Ze stelden op basis van de eigenschappen van de kanalen een wiskundig model op dat, na een voor die tijd titaneske rekenklus, de actiepotentiaal nauwkeurig bleek te voorspellen. Ze ontvingen voor dit werk in 1963 de Nobelprijs voor de Fysiologie of Geneeskunde.
Sindsdien is dit werk herhaald voor vele verschillende celtypen en voor de tientallen verschillende ionkanalen die zich daarin bevinden. Van veel kanalen is inmiddels bekend door welke genen ze geproduceerd worden, zodat bijvoorbeeld het mechanisme van hartritmestoornissen als gevolg van ziekte of genmutaties begrepen kan worden.

## Technieken
De elektrofysiologie bestudeert de elektrische activiteit van het lichaam op alle mogelijke schalen, van de stroompjes die gegenereerd worden door een enkel ionkanaal tot aan het elektrocardiogram. Daartoe wordt een scala van meettechnieken ingezet.

### Het elektrocardiogram
De meest bekende techniek binnen de elektrofysiologie is het elektrocardiogram. Doordat de elektrische activatie zich als een lawine over de hartspier verspreidt levert deze relatief grote spanningsveranderingen op aan het lichaamsoppervlak (enkele millivolten), die al sinds het eind van de 19e eeuw gemeten kunnen worden. Willem Einthoven staat bekend als degene die dit rond het jaar 1905 praktisch toepasbaar heeft gemaakt. In Einthoven's tijd werden de handen en voeten van patiënten in emmers zout water gestoken. Tegenwoordig wordt het elektrocardiogram meestal opgenomen met schijfvormige elektroden.

### Lokale elektrogrammen
Met behulp van een hartkatheter kunnen elektrische signalen gemeten worden aan het oppervlak van de hartspier. Deze techniek wordt vooral gebruikt bij de diagnose van hartritmestoornissen. De behandeling hiervan geschiedt veelal op basis van medicatie, of door middel van ablatie. Ook de elektrische activiteit van de hersenen wordt soms ter plaatse gemeten.

### Het elektro-encefalogram
De elektrische activiteit van de hersenen kan worden gemeten door kleine, schijfvormige elektroden op het hoofd te plakken.

### Individuele cellen

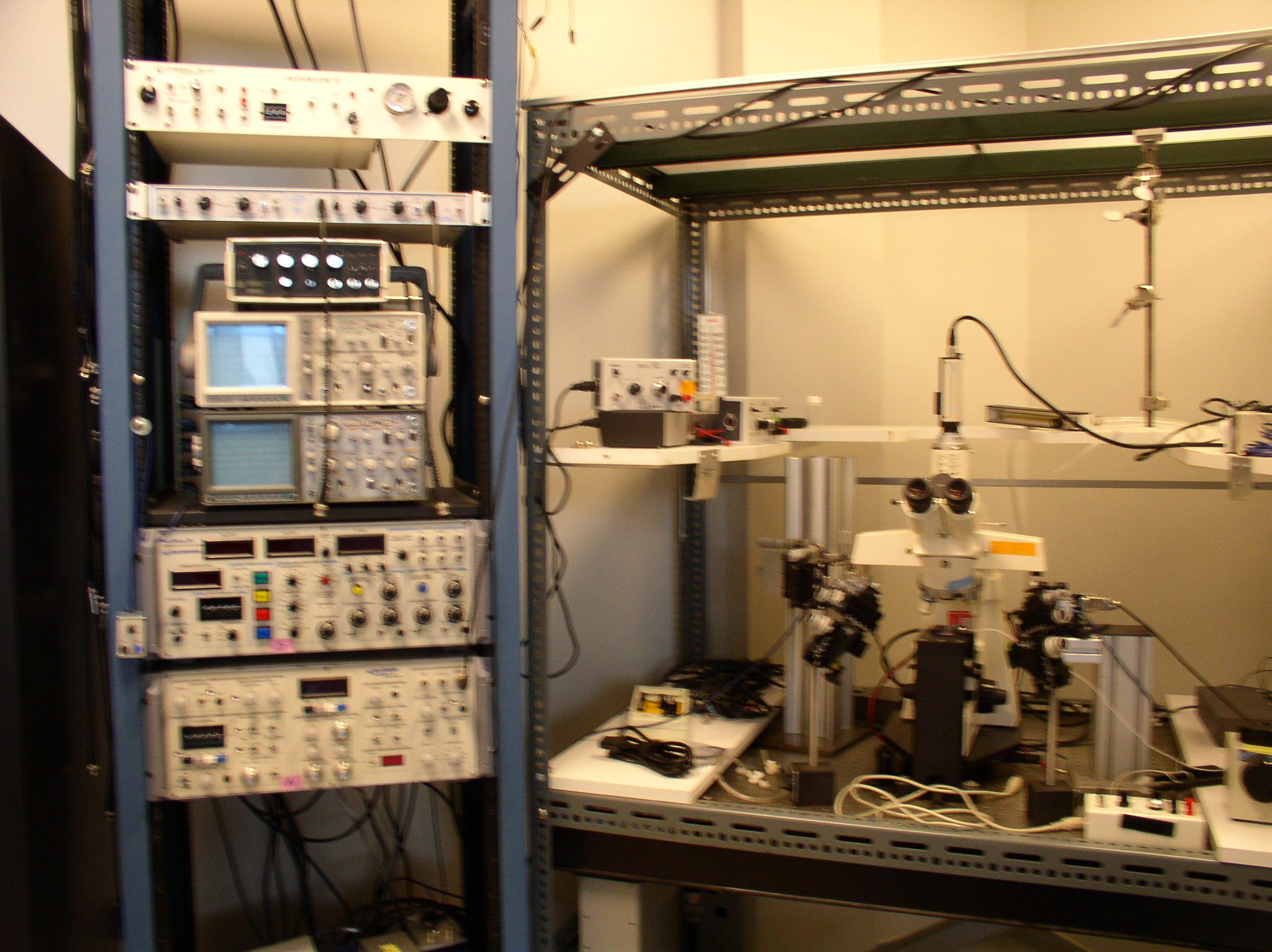
Opstelling voor het bestuderen van de elektrofysiologie van geïsoleerde cellen.

Metingen aan individuele cellen zijn mogelijk door cellen eerst te isoleren, en vervolgens een pipet (een dunne buis gevuld met een elektrolyt), in de cel te prikken. In de eerste experimenten van dit soort werd gebruikgemaakt van het reuzenaxon van de pijlinktvis, dat 100 tot 1000 maal dikker is dan gewone zenuwcellen, zodat er een langwerpige metalen elektrode in gestoken kon worden.
De ontwikkeling van de Patch-clamp techniek in de jaren 1970-1980 maakte het mogelijk om aan kleine stukjes membraan te meten, waardoor zelfs de stroom door één enkel ionkanaal gemeten kan worden. De biofysicus Erwin Neher en de fysioloog Bert Sakmann ontvingen er in 1991 de Nobelprijs voor de Fysiologie of Geneeskunde voor.

### Weefselpreparaten
Wanneer goed toegang verkregen kan worden tot het weefsel, bijvoorbeeld door een preparaat in een weefselbadje in leven te houden, kunnen naaldvormige elektroden ingebracht worden om zeer plaatselijk de elektrische potentiaalveranderingen te kunnen meten. Het is ook mogelijk om pipetten te gebruiken, net als bij geïsoleerde cellen.
Sommige kleurstoffen zijn in staat om een verandering van membraanpotentiaal om te zetten in een kleurverandering. Door zo'n stof toe te voegen aan een preparaat kan met een kamera een zeer gedetailleerd beeld verkregen worden van de voortplanting van de elektrische activiteit in het weefsel.
Cellen kunnen er ook toe aangezet worden om te groeien en een soort weefsel te vormen op een substraat waarin microscopisch kleine elektroden zijn aangebracht - een soort printplaat. Met deze techniek is het mogelijk om de voortplanting van actiepotentialen op zeer kleine schaal (bijna van cel tot cel) te bestuderen.

### Andere technieken
Andere door het lichaam gegenereerde elektrische signalen kunnen worden geregistreerd met elektromyografie, elektrooculografie en elektroretinografie. Ook de elektrische signalen die het oor genereert kunnen worden gemeten.

## Toepassingen

### Klinische elektrofysiologie
Met klinische elektrofysiologie wordt in Nederland meestal het subspecialisme van de cardiologie bedoeld dat zich richt op de diagnose en behandeling van hartritmestoornissen.

### Neurologie
Het elektro-encefalogram wordt in de neurologie gebruikt om ziekten en afwijkingen van de hersenen te diagnosticeren.

### Oogheelkunde
Het elektroretinogram laat zien hoe de cellen van het netvlies reageren op verschillende kleuren licht. Binnen de oogheelkunde wordt het gebruikt om bijvoorbeeld verschillende vormen van kleurenblindheid te diagnosticeren.
Het elektrooculogram kan worden gebruikt om oogbewegingen te meten.